# Guido de Lavezaris
Guido de Labezares, también conocido como Guido de Labazarris o de Lavezaris (Sevilla (España), c. 1499? - Manila, d. 1581?) Maestre de Campo y Contador de la Armada que descubrió las Islas del Poniente (Filipinas). Segundo Gobernador de Filipinas, durante su mandato fue enviada la primera embajada a China con objeto de asentar amistad, intercambio comercial y hacer camino a la predicación evangélica.
A los tres años de mando fue relevado Labezares por el Doctor Don Francisco de Sande, natural de Cáceres y Oidor de México.

## Biografía
Natural de Sevilla, Víctor Pradera lo presenta como vasco, hijo legítimo del matrimonio formado por Sebastián de la Besares y Catalina de Chaves. El 4 de julio de 1536, a los catorce años de edad, pasó con licencia a Nueva España donde permanece por un período de seis años. 
En 1540 fungió como Maese de Campo.
Nombrado para ello por el virrey Antonio de Mendoza y Pacheco el 15 de septiembre de 1542, en 1543 forma parte de la expedición de Ruy López de Villalobos a las Filipinas como tesorero.
Apresado por los portugueses en la Isla de Ambon consigue fugarse.

"...Vuestra Señoría, en nombre de Su Magestad, le nombró por contador de la armada que Vuestra Señoría, en nombre de Su Magestad, despachó para las yslas de ponyente, a donde sirvió siete años en ida y vuelta, a donde gastó a su costa mucha suma de pesos de oro, en mucha parte de los cuales está empeñado, todo por servir a Su Magestad; y de aver hecho la dicha jornada, a resultado mucho aprovechamiento a Su Magestad; ansy las cosas que traxo, como de los avuisos y noticias qu a dado a la navegación, tratos y grangerías..."

"...Es casado con Inés Álvarez de Gibraleón, muger que fue de Francisco Rodríguez Cacatula;..."

"...Para permanecer en la tierra, suplica a Vuestra Señoría  Ilustrísima que, atento a lo dicho, se acuerde de él en el repartimyento ..."
 IC 1152 - José Miguel Romero de Solís

Volvió a España en 1548, a través de Portugal, y pasó a la Nueva España.
Fray Nicolás de Witte, desde México, escribió al Emperador el 15 de julio de 1552 recomendándole ya que sirvió y gastó más que otro ninguno en servicio de Vuestra Caesárea Magestad.
Cuando se hallaba desempeñando el gobierno de Cebú, fue llamado a ejercer interinamente el de las islas.

## Gobernador
Segundo Gobernador de Filipinas, sustituyó en 1572 a Miguel López de Legazpi siendo sustituido a su vez por Francisco de Sande el 25 de agosto de 1575.
En los primeros días de su mando, un huracán derribó casi todas las casas de Manila. Dos navíos parten a Nueva España llevando la noticia de la muerte de Miguel López de Legazpi acaecida el 20 de agosto de 1572.
Continuador de su política envió a Goyti para la completa reducción de Ilocos, y a Salcedo para la de Camarines. Viaja a las islas Visayas donde otorgó varias concesiones y deshizo algunos agravios.
Juan de Salcedo dejó fundada en Camarines, cerca del río Vico, una villa de españoles llamada Santiago de Libón de la cual hizo justicia mayor al Capitán Pedro de Chaves.
Salcedo fue recompensado con la encomienda de llocos, donde se estableció en los primeros meses de 1574, erigiendo la villa Fernandina en el pueblo de Vigan, donde murió de pasmo.

### Limahon
A finales de 1574 Salcedo divisa embarcaciones chinas, sospechando que por el rumbo que llevaban, iban a atacar Manila. Manila estuvo en peligro de perecer apenas a los dos años de haberse fundado. Limahon, pirata chino, a quien perseguían tres escuadras en las costas de su país, llegó a la isla del Corregidor el 29 de noviembre con sesenta y dos champanes, dos mil hombres de guerra excluida la marinería, mil quinientas mujeres, bastante artillería y gran repuesto de armas blancas y de fuego. Sólo después de una larga batalla pudo ser derrotado y puesto en fuga por fuerzas comandadas por Lavezaris y Salcedo.

### Sedición de Lacandola y Solimán
El 22 de marzo de 1575 Salcedo, acompañado por los Capitanes Pedro de Chaves y Gabriel de Rivera, al frente de cuatrocientos españoles y mil quinientos indios, va en dirección a Pangasinan ya que Limahon se había hecho fuerte en una isla del río en Lingayen. El 3 de agosto, tras cuatro meses de combates, el pirata se dio a la fuga.

### Orden de San Agustín
La Orden de San Agustín se establece en Candaba y Macabebe, pueblos de la Pampanga, en Vigan de Ilocos y en Isla de Negros.

"...No satisfecho su celo propúsose estender á China sus misiones aprovechando para ello la llegada á Manila de un
chino enviado por el Virrey de Fou-Kiang llamado Aumon, el cual regresó á su país llevando á los PP. Fr. Martin de Rada y Fr. Gerónimo Marín. El primero de estos Religiosos llevaba pliegos de Labezares, que con aquel motivo se proponía afirmar las relaciones de comercio entre el archipiélago y aquel imperio..."
Govantes

A fines de octubre regresaron Rada y Marín de China. Traían una propuesta comercial, pero entonces Lavezaris ya no era Gobernador. Sande, su sucesor, se desentiende del tema, circunstancia que unida a la infructuosa persecución de Limahon (Lavezaris se comprometió a entregarlo vivo o muerto) enfurece al emperador Wanli.

### Declaró libres a los naturales del país
Durante su mandato fueron declarados libres todos los indios, es decir, los naturales del archipiélago. Pero aquellos que se opusieran con las armas, como fueron moros y negritos, serían esclavizados. Hombres libres que, sin embargo, debían trabajar obligatoriamente en las obras públicas, en la construcción naval o como bogas de las embarcaciones.

## Reconocimiento
Por Real Orden se aprueba la creación del municipio de Lavezares en la provincia de Samar, hoy Sámar del Norte, dada en Madrid el 26 de noviembre de 1878.

## Escritos
- Guido de Lavezares, Relación del suceso de la venida del tirano chino (1575).[13]